# Sarotherodon mvogoi
 Sarotherodon mvogoi és una espècie de peix de la família dels cíclids i de l'ordre dels perciformes.

## Morfologia
Els mascles poden assolir els 20,2 cm de longitud total.

## Distribució geogràfica
Es troba al Camerun, al Gabon i al riu Congo.